# Amarillo, Texas
Amarillo (/æməˈrɪlɵ/) là một thành phố quận lỵ của quận Potter, bang Texas, Hoa Kỳ. Một phần thành phố kéo dài qua quận Randall. Theo điều tra dân số Hoa Kỳ 2010, thành phố có dân số 190.695 người. Đây là thành phố lớn thứ 212 Hoa Kỳ theo dân số, là thành phố lớn thứ 14 bang Texas theo dân số, lớn nhất Texas Panhandle. Thành phố có diện tích 99,5 dặm vuông Anh (258 km2), mật độ dân số 1916,5 người/dặm2.
Vùng đô thị Amarillo có dân số 236.113 người trong 4 quận.